# Ruta Provincial 92 (Santa Fe)
La Ruta Provincial 92 es una carretera de 66,3 km totalmente asfaltados de jurisdicción provincial, ubicada en el sur de la Provincia de Santa Fe, Argentina. 
Conecta la cabecera del departamento Caseros con el límite provincial con Córdoba.

## Traza
Su inicio está en la intersección de la Ruta Nacional 33 y el boulevard Tomat (su nombre en Casilda).

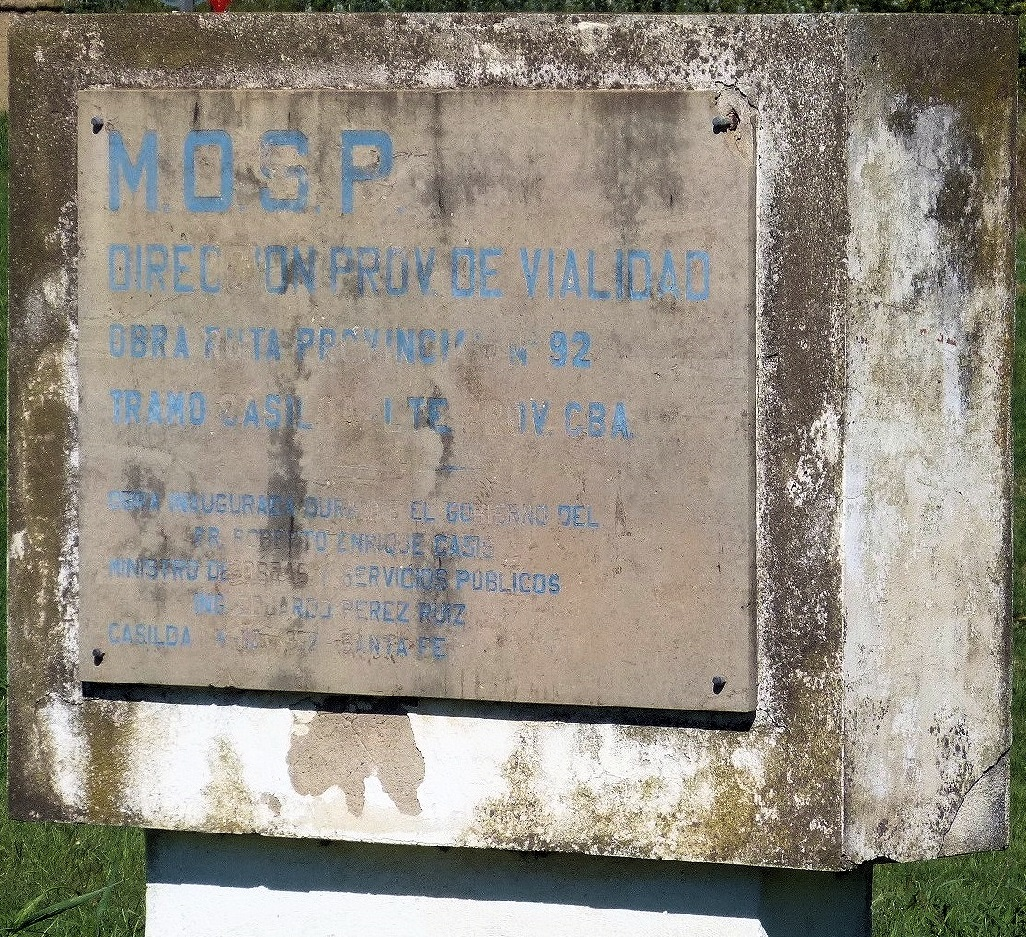
Monolito con plaqueta uno de los cruces de la Ruta Provincial 92 (Santa Fe) en Casilda, con los nombres de quienes fueron parte de la inauguración de la traza.

En la provincia de Córdoba, toma el nombre de Ruta Provincial 6, extendiéndose 253 kilómetros entre Cruz Alta hasta la localidad de Rio Tercero.

## Relieve y estado
Exceptuando algunas ondulaciones en los alrededores (principalmente los accesos) a San José de la Esquina, el terreno por el cual se desarrolla es mayoritariamente llano. Presenta algunas imperfecciones en su superficie y ha sido causal de bastantes víctimas de siniestros viales.
Es una vía alternativa de gran importancia para aquellos camiones cerealeros que buscan llegar al puerto de Rosario, desde el sudeste cordobés.
A fines de noviembre de 2016, se inauguró la iluminación del cruce con la Ruta Nacional 178, mejorando la seguridad y el tránsito.

## Localidades
Las ciudades y pueblos por los que pasa esta ruta de este a oeste son las siguientes (los pueblos con menos de 5000 habitantes figuran en itálica).
- Departamento Caseros: Casilda (km 0), Los Molinos (km 14,5), Arequito (km 28), Los Nogales (km 41), San José de la Esquina (km 51) y Arteaga (km 60).

## El fantasma de Arteaga / San José de la Esquina
A inicios de 2018, a Pedro Peirone (de San José de la Esquina) un "fantasma" (o espectro) de un supuesto estudiante que murió calcinado años atrás, se le apareció en uno de los accesos a Arteaga sobre la Ruta Provincial 92. Tras llevarlo unos cuantos km, este sujeto le pide detenerse en el camino acceso al cementerio de San José de la Esquina, el cual al bajarse de la Toyota Hilux de Peirone, desaparece misteriosamente sin dejar rastro alguno; excepto una alfombra quemada con la forma del calzado de este fantasma. El caso tuvo una gran repercusión zonal y nacional.

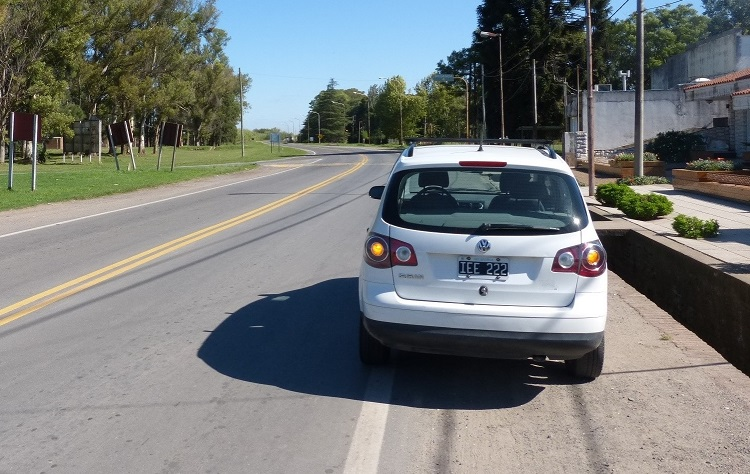
Vista del acceso a Casilda de la Ruta Provincial 92, sentido al oeste.